# (14727) Suggs
(14727) Suggs (2000 DU11) – planetoida z pasa głównego asteroid okrążająca Słońce w ciągu 3,45 lat w średniej odległości 2,28 j.a. Odkryta 27 lutego 2000 roku.